# Symphrasites eocenicus
Symphrasites eocenicus là một loài côn trùng trong họ Mantispidae thuộc bộ Neuroptera. Loài này được Wedmann & Makarkin miêu tả năm 2007.